# Wapen van Gorinchem
Het wapen van Gorinchem is het wapen van de gemeente Gorinchem in de Nederlandse provincie Zuid-Holland. Het is op 24 juli 1816 door de Hoge Raad van Adel gedeeltelijk bevestigd en op 24 maart 1982 aan de gemeente toegekend.

## Geschiedenis
Het stadsbestuur verzocht in het begin van de 19e eeuw officiële erkenning en zond een tekening van het wapen mét de wapenspreuk naar de Hoge Raad van Adel. De beschrijving op het wapendiploma was echter niet volledig: er stond niets vermeld over de richting van de vanen op het poortgebouw, de kleur van de nagels van de schildhouders, het valhek in de poort noch de wapenspreuk. Dit is de reden dat de Hoge Raad op 24 juli 1816 een gedeeltelijke bevestiging gaf waardoor Gorinchem het lange tijd met een uitgekleed wapen moest doen. Het gemeentebestuur heeft dit later rechtgezet en kreeg bij Koninklijk Besluit van 24 maart 1982 alsnog erkenning van het te voeren wapen.

## Blazoen
Het wapen heeft de volgende blazoenering:
In goud een gekanteelde poort van keel, gedekt met 3 daken van azuur, waarop 4 naar links waaiende vanen van keel, in de poort een opgetrokken valhek van sabel en in de schildpunt een schildje van zilver, beladen met 2 beurtelings gekanteelde dwarsbalken van keel. Het schild gedekt met een gouden kroon van 3 bladeren en 2x3 parels en gehouden door 2 gouden leeuwen, getongd en genageld van keel. Wapenspreuk: Fortes Creantur Fortibus in Latijnse letters van keel op een lint van goud.
De heraldische kleuren keel, azuur en sabel staan voor de kleuren rood, blauw en zwart. De in de heraldiek aangegeven richting is gezien vanuit de persoon achter het schild; voor de beschouwer juist andersom, hierdoor wijzen de vanen op de daken van het poortgebouw in werkelijkheid naar rechts.
De wapenspreuk van Gorinchem, Fortes creantur fortibus ("Sterken brengen sterken voort"), verschijnt voor het eerst in 1749 in een door de stad gedrukt boek. De woorden zijn waarschijnlijk ontleend aan Horatius' Carmina "Fortes creantur fortibus ac bonis" dat vrij vertaald betekent: sterken kunnen slechts worden voortgebracht door sterken en goeden.

## Afbeelding

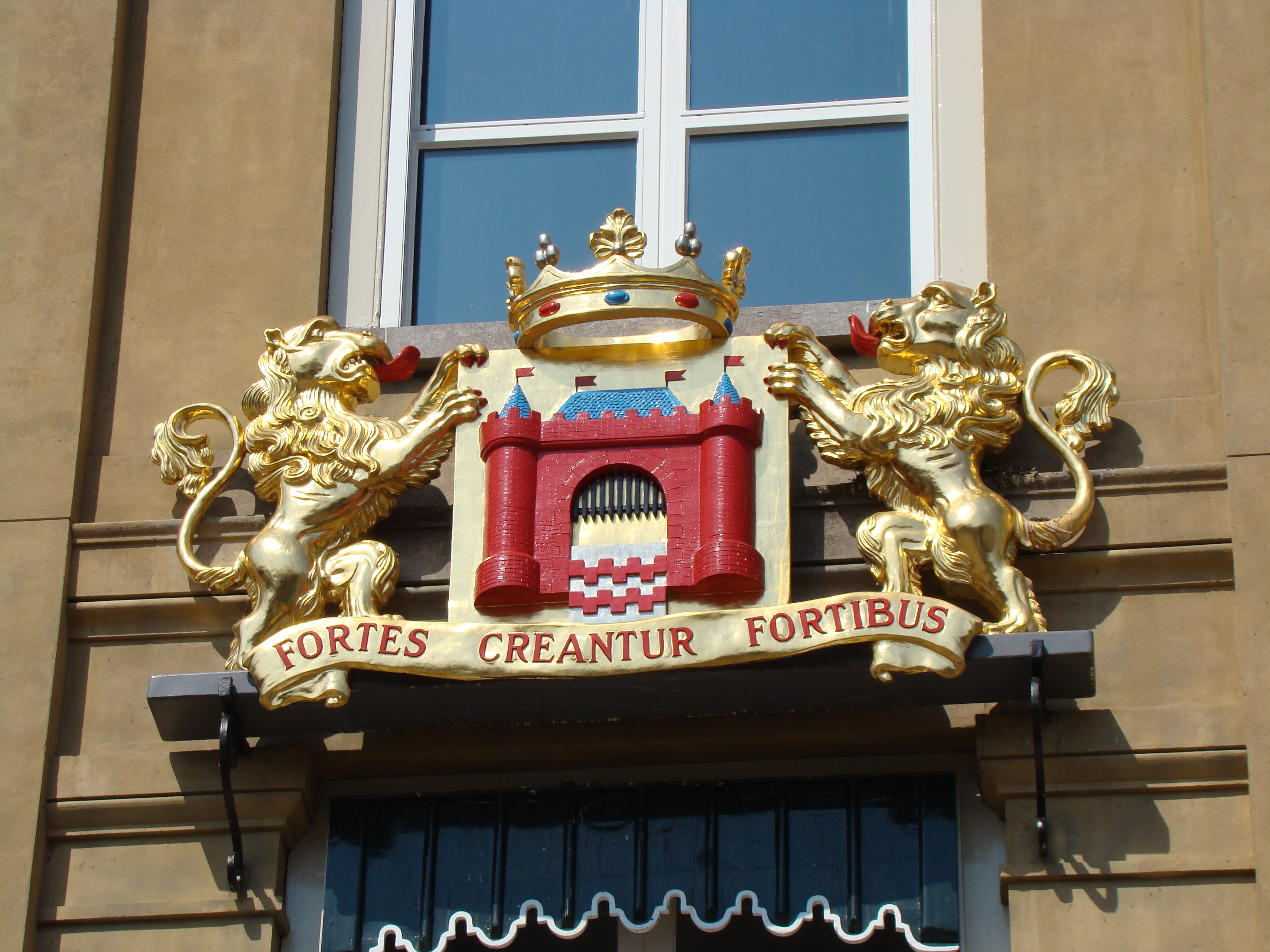
Gevelsteen van het wapen